# Roman Wapiński

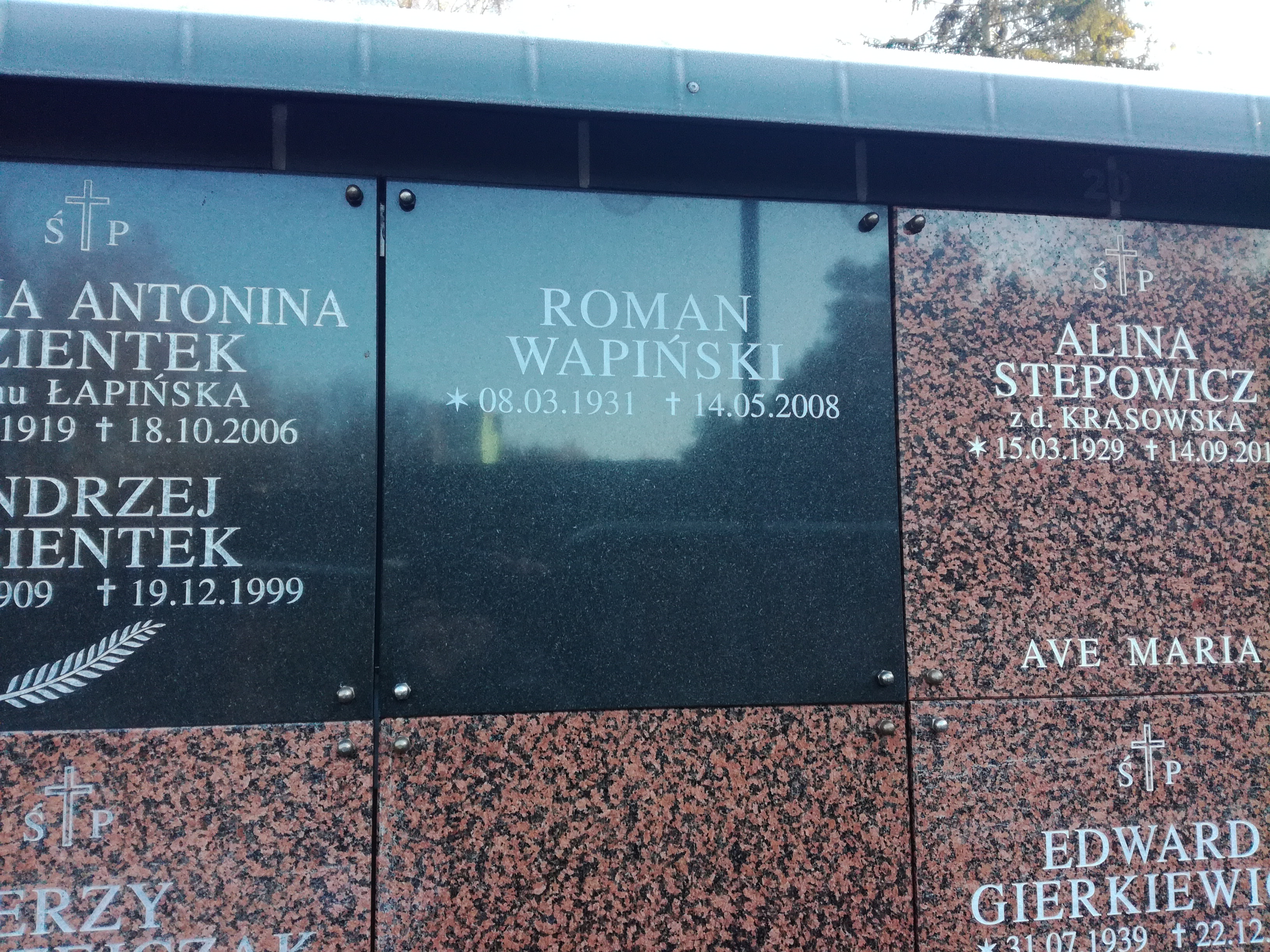
Nisza cmentarna Romana Wapińskiego w kolumbarium cmentarza Srebrzysko

Roman Wapiński (ur. 8 marca 1931 w Nowej Wsi, zm. 14 maja 2008 w Gdańsku) – polski historyk, profesor nauk humanistycznych, badacz dziejów Polski XIX i XX w., wieloletni wykładowca Uniwersytetu Gdańskiego, członek honorowy Zrzeszenia Kaszubsko-Pomorskiego.

## Życiorys
Syn Romana. Ukończył w 1950 Gimnazjum i Liceum im. Romualda Traugutta w Częstochowie, w 1955 studia historyczne na Uniwersytecie Warszawskim. W latach 1950–1951 pracował jako kierownik Wydziału Propagandy w Zarządzie Miejskim Związki Młodzieży Polskiej, następnie jako sekretarz Rady Zakładowej Zakładów Przemysłu Gastronomicznego w Częstochowie. Od 1954 był członkiem PZPR, delegat na IX Zjazd PZPR. Z partii wystąpił w sierpniu 1980. W czerwcu 1961 obronił doktorat na Wydziale Humanistycznym Wyższej Szkoły Pedagogicznej w Gdańsku (promotorem pracy pt. Działalność Narodowej Partii Robotniczej na Pomorzu w latach 1926–1939 był prof. Witold Łukaszewicz). W 1971 roku uzyskał tytuł profesora nauk humanistycznych.
Zajmował się życiem politycznym II RP, prowadził badania dotyczące świadomości narodowej Polaków i historii Narodowej Demokracji. Przyczynił się do powstania Uniwersytetu Gdańskiego, którego był prorektorem ds. kształcenia oraz długoletnim dyrektorem Instytutu Historii. Członek PAN, PAU, doktor honoris causa Uniwersytetu Wrocławskiego (28 lutego 2001).  
Autor ponad 300 prac naukowych oraz biografii Ignacego Paderewskiego i Romana Dmowskiego. Pod jego kierunkiem powstało kilkadziesiąt prac doktorskich i setki prac magisterskich, m.in. Donalda Tuska, Wiesława Walendziaka, Arkadiusza Rybickiego, Sławomira Cenckiewicza i Aleksandra Halla.
Autor haseł w Polskim Słowniku Biograficznym i Słowniku biograficznym działaczy polskiego ruchu robotniczego.
Od 1954 był mężem Anny z domu Krystyniak. Ojciec Grzegorza (ur. 1955).
Zmarł w Gdańsku, pochowany w kolumbarium cmentarza Srebrzysko.

## Twórczość
- Pierwsze lata władzy ludowej na Wybrzeżu Gdańskim (Wydawnictwo Morskie, Gdańsk 1970)
- Władysław Sikorski (1978, 1979, 1982)
- Narodowa Demokracja 1893–1939 (1980)
- Życie polityczne Pomorza w latach 1920–1939 (1983)
- Roman Dmowski, 1988, Lublin, Wyd. Lubelskie, ISBN 83-222-0480-9
- Świadomość polityczna w II Rzeczypospolitej (1991)
- Pokolenia II Rzeczypospolitej (1991)
- Polska i małe ojczyzny Polaków (1994)
- Historia polskiej myśli politycznej XIX i XX wieku (1997)
- Ignacy Paderewski, 1999, Wrocław, Zakład Narodowy im. Ossolińskich, Cykl biograficzny Ossolineum, ISBN 83-04-04467-6
- Polityka i politycy: O polskiej scenie politycznej XX wieku (2006)

## Ordery i odznaczenia
- Krzyż Oficerski Orderu Odrodzenia Polski (1998)[2]
- Krzyż Kawalerski Orderu Odrodzenia Polski (1976)
- Złoty Krzyż Zasługi (1967)
- Medal 30-lecia Polski Ludowej (1974)
- Brązowy Medal „Za zasługi dla obronności kraju” (1967)
- Medal św. Wojciecha (2001)[10]
- Medal Stolema (1985)
- Srebrne Odznaczenie im. Janka Krasickiego (1968)
- Odznaka honorowa „Zasłużonym Ziemi Gdańskiej” (1966)
- Medal „Za zasługi w upowszechnianiu marksizmu-leninizmu” (1976)

Źródło:.

## Nagrody
- Nagroda „Trybuny Ludu” (1976)[11]
- Nagroda Miasta Gdańska w Dziedzinie Kultury Splendor Gedanensis (1980)[12]
- Nagroda Naukowa Miasta Gdańska im. Jana Heweliusza w kategorii nauk humanistycznych (2001)[13]